# Oliver Lücke
Oliver Lücke (ur. 6 kwietnia 1964) – niemiecki szpadzista, brązowy medalista mistrzostw świata.
Podczas mistrzostw świata w Nîmes w 2001 roku wywalczył brązowy medal turnieju indywidualnym.Wyprzedzili go jedynie Włoch Paolo Milanoli i Basil Hoffmann ze Szwajcarii. Na rozgrywanych rok później mistrzostwach świata w Lizbonie drużynowo był piąty, a indywidualnie zajął 39. miejsce.
Zdobył ponadto brązowy medal w zawodach drużynowych na mistrzostwach Europy w Funchal w 2000 roku
Nigdy nie wziął udziału w igrzyskach olimpijskich.